# Something Wild (1986)
Something Wild is een Amerikaanse actie-komediefilm uit 1986 onder regie van Jonathan Demme. De film werd vertoond op het Filmfestival van Cannes en heeft tegenwoordig een cultstatus.

## Verhaal
Charlie Driggs is een alledaagse bankier die onlangs promotie heeft gemaakt en nu als vicepresident door het leven gaat. Als hij een diner verlaat zonder te betalen, achtervolgt een aantrekkelijke brunette hem die zich Lulu noemt. Ze confronteert hem met zijn fout en overtuigt hem om met haar een rit te maken. De auto heeft ze, naar eigen zeggen, bemachtigd na haar recente scheiding. Lulu blijkt al gauw een roekeloze jongedame te zijn die Charlies leven op zijn kop zet. Zo gaan ze vrij snel met elkaar naar bed, crashen ze de auto, stelen ze van een drankwinkel en verlaten ze opnieuw een diner zonder te betalen. Voor Charlie er erg in heeft, is hij smoorverliefd. 
Omdat Lulu in de veronderstelling is dat Charlie is getrouwd, vertrouwt ze hem met haar persoonlijke informatie. Zo is haar echte naam Audrey en komt ze uit een plaats in Pennsylvania, waar ze hem mee naartoe brengt om hem te introduceren aan haar moeder als haar 'echtgenoot'. Dit doet ze omdat ze Charlie een keurige man vindt en er zeker van is dat haar moeder het huwelijk zou goedkeuren. Diezelfde avond gaan ze naar de reünie van haar middelbare school, waar ze haar gewelddadige ex-man Ray Sinclair tegenkomt. Ray is een crimineel die vooral tankstations overvalt en hij is recent vrijgekomen uit de gevangenis. 
Ray, zonder zich aan hem voor te stellen als Audreys echtgenoot, overtuigt Charlie ervan de avond met hem en zijn liefje Irene door te brengen. Na een roekeloze avond onthult hij zijn ware identiteit en vertelt hem dat hij nog steeds met Audrey is getrouwd. Charlie probeert hem duidelijk te maken dat hij nu de vriend van Audrey is, waarop Ray zeer agressief reageert: hij slaat Charlie bont en blauw en kidnapt hem in een nabijgelegen motel. Audrey stemt in met Rays eisen op voorwaarde dat Charlie mag vertrekken. Ray gaat hierin mee.
Charlie vertrekt, maar realiseert zich al snel dat hij Audrey niet kan achterlaten. Hij houdt het koppel nauwlettend in de gaten en maakt zijn aanwezigheid weer kenbaar zodra hij er zeker van is dat er politie nabij is. Hij neemt Audrey met zich mee naar New York, maar Ray zint op wraak en achtervolgt hen. Hij breekt in bij Charlie thuis en dreigt hem te vermoorden, maar Charlie en Audrey weten hem uiteindelijk te overmeesteren. Charlie steekt Ray per ongeluk neer met zijn eigen mes, waarop hij overlijdt. Audrey is de plaats van de misdaad al ontvlucht, maar komt na enkele tijd van afwezigheid Charlie weer tegemoet in een diner en nodigt hem weer uit in haar leven.

## Rolverdeling
| Acteur                         | Personage            |
| ------------------------------ | -------------------- |
| Jeff Daniels                   | Charlie Driggs       |
| Melanie Griffith               | Audrey Hankel (Lulu) |
| Ray Liotta                     | Ray Sinclair         |
| Charles Napier                 | Chef                 |
| John Sayles                    | Motoragent           |
| Gary Goetzman                  | Guido Paonessa       |
| Robert Ridgely                 | Richard Graves       |
| Buzz Kilman al tv-verslaggever |                      |
| Adelle Lutz                    | Rose                 |
| John Waters                    | Autoverkoper         |
| Margaret Colin                 | Irene                |
| Jack Gilpin                    | Larry Dillman        |
| Sue Tissue                     | Peggy Dillman        |
| The Feelies                    | The Willies          |

## Productie
Scenarioschrijver E. Max Frye was nog student op de filmschool toen hij het scenario voor deze film schreef en regisseur Jonathan Demme een draft in handen kreeg; Demme wijdde zich binnen 24 uur aan het project toe. De producenten eisten, toen ze het scenario indienden bij de studio, een snel antwoord, omdat ze - vanwege het lage budget - gemakkelijk bij andere studio's konden indienen; de studio gaf het project binnen een week groen licht. Audreys alter ego 'Lulu' is losjes gebaseerd op stomme filmactrice Louise Brooks.
Chris Isaak was in de race voor de rol van Ray Sinclair, maar trok zich terug om zich te richten op zijn muziekalbum.

## Ontvangst
Recensent van De Telegraaf gaf lof aan het eerste deel van de film, totdat het personage Ray Sinclair werd geïntroduceerd: "De film [..] slaat dan van een olijke, maar zelden opwindende komedie plots om in een gewelddadige confrontatie. Erg veel goed doet dat het geheel niet. Recensent van Het Vrije Volk was positiever gestemd en schreef over een "film met vele gezichten en verschillende lagen [..] om twee, drie keer te gaan zien, en dan nog niet genoeg te hebben", maar gaf kritiek dat dat scènes "hier en daar [..] overbodig lang te duren".

## Prijzen en nominaties
| Jaar | Prijs                                   | Categorie                                 | Genomineerde(n)                  | Uitslag     |
| ---- | --------------------------------------- | ----------------------------------------- | -------------------------------- | ----------- |
| 1987 | Golden Globes                           | Beste Acteur - Komedie/Musical            | Jeff Daniels                     | Genomineerd |
| 1987 | Golden Globes                           | Beste Actrice - Komedie/Musical           | Melanie Griffith                 | Genomineerd |
| 1987 | Golden Globes                           | Beste Mannelijke Bijrol - Komedie/Musical | Ray Liotta                       | Genomineerd |
| 1987 | Artios Awards                           | Beste Casting - Komedie                   | Risa Bramon Garcia Billy Hopkins | Genomineerd |
| 1987 | Boston Society of Film Critics Awards   | Beste Mannelijke Bijrol                   | Ray Liotta                       | Gewonnen    |
| 1987 | Edgar Allan Poe Award                   | Beste Scenario                            | E. Max Frye                      | Gewonnen    |
| 1987 | National Society of Film Critics Awards | Beste Mannelijke Bijrol                   | Ray Liotta                       | Derde plek  |
| 1987 | New York Film Critics Circle Awards     | Beste Mannelijke Bijrol                   | Ray Liotta                       | Derde plek  |